# ديتر بفاف
ديتر بفاف (بالألمانية: Dieter Pfaff)‏ هو مخرج وممثل ألماني، ولد في 2 أكتوبر 1947 في ألمانيا، وتوفي بنفس المكان في 5 مارس 2013 بسبب سرطان. من الجوائز التي نالها جائزة شتايغر ‏.

## جوائز
- جائزة شتايغر [الإنجليزية]‏

## وصلات خارجية
- ديتر بفاف على موقع IMDb (الإنجليزية)
- ديتر بفاف على موقع مونزينجر (الألمانية)
- ديتر بفاف على موقع ألو سيني (الفرنسية)
- ديتر بفاف على موقع ميوزك برينز (الإنجليزية)
- ديتر بفاف على موقع أول موفي (الإنجليزية)
- ديتر بفاف على موقع قاعدة بيانات الأفلام السويدية (السويدية)
- ديتر بفاف على موقع ديسكوغز (الإنجليزية)
- ديتر بفاف على موقع قاعدة بيانات الفيلم (الإنجليزية)
- ديتر بفاف على موقع كينوبويسك (الروسية)